# Liste der Seen im Vereinigten Königreich
Dies ist eine Liste der größten Seen und Stauseen im Vereinigten Königreich.

## Größte Seen im Vereinigten Königreich
| See              | Teilstaat  | Fläche in km² | Höhe | max. Tiefe |
| ---------------- | ---------- | ------------- | ---- | ---------- |
| Lough Neagh      | Nordirland | 381,7         | -    | 25 m       |
| Lower Lough Erne | Nordirland | 105,1         | -    | -          |
| Loch Lomond      | Schottland | 71,1          | 8 m  | 190 m      |
| Loch Ness        | Schottland | 56,6          | 16 m | 226 m      |
| Upper Lough Erne | Nordirland | 43,0          | -    | -          |
| Loch Awe         | Schottland | 38,7          | -    | -          |
| Loch Maree       | Schottland | 28,5          | -    | -          |
| Loch Morar       | Schottland | 26,7          | -    | 310 m      |
| Loch Tay         | Schottland | 26,4          | -    | 150 m      |
| Loch Shin        | Schottland | 22,5          | -    | 129 m      |

## Größte Seen in England und Wales
| See                | Teilstaat | Fläche in km² | Höhe | max. Tiefe |
| ------------------ | --------- | ------------- | ---- | ---------- |
| Windermere         | England   | 14,7          | 40 m | 65 m       |
| Ullswater          | England   | 8,9           | -    | 60 m       |
| Lake Vyrnwy        | Wales     | 8,2           | -    | -          |
| Bassenthwaite Lake | England   | 5,3           | -    | -          |
| Derwent Water      | England   | 5,3           | -    | 22 m       |
| Llyn Tegid         | Wales     | 4,4           | -    | -          |

## Größte Stauseen im Vereinigten Königreich
| See               | Teilstaat  | Fläche in km² |
| ----------------- | ---------- | ------------- |
| Rutland Water     | England    | 12,6          |
| Kielder Water     | England    | 11,0          |
| Pitsford Water    | England    | 7,4           |
| Grafham Water     | England    | 7,4           |
| Chew Valley Lake  | England    | 4,9           |
| Llyn Trawsfynydd  | Wales      | 4,8           |
| Derwent Reservoir | England    | 4,0           |
| Carron Valley     | Schottland | 3,9           |
| Llyn Brenig       | Wales      | 3,7           |
| Llyn Alaw         | Wales      | 3,1           |